# Phước Hải (xã)
Phước Hải là một xã thuộc huyện Ninh Phước, tỉnh Ninh Thuận, Việt Nam.

## Địa lý
Xã Phước Hải nằm ở phía đông huyện Ninh Phước, có vị trí địa lý:
- Phía đông và phía bắc giáp xã An Hải
- Phía tây giáp thị trấn Phước Dân
- Phía nam giáp huyện Thuận Nam.

Xã có diện tích 33,89 km², dân số năm 2019 là 11.421 người, mật độ dân số đạt 337 người/km².

## Hành chính
Xã Phước Hải được chia thành 4 thôn: Từ Tâm 1, Từ Tâm 2, Hòa Thủy, Thành Tín.